# (4451) Grieve
(4451) Grieve ist ein die Marsbahn kreuzender Hauptgürtelasteroid, der am 9. Mai 1988 von Carolyn Shoemaker vom Palomar-Observatorium aus entdeckt wurde. Durch die Auswertung von 185 Helligkeitsmessungen, die in den zwei Nächten vom 27. und 28. August 2001 vorgenommen wurden, bestimmte Robert D. Stephens eine Rotationsperiode von knapp 7 Stunden, wobei die Lichtkurve eine Amplitude von (0,58 ± 0,02) mag aufwies.
Der Asteroid wurde nach dem kanadischen Geologen Richard A. F. Grieve benannt.